# La Toya Jackson
La Toya Yvonne Jackson (sinh ngày 29 tháng 5 năm 1956) là một ca sĩ, nhạc sĩ, diễn viên, doanh nhân người Mỹ. Cô là người con thứ năm trong gia đình Jackson, là chị của nam ca sĩ Michael Jackson.

## Danh sách album

### Album phòng thu
- La Toya Jackson (1980)
- My Special Love (1981)
- Heart Don't Lie (1984)
- Imagination (1986)
- La Toya (1988)
- Bad Girl (1990)
- No Relations (1991)
- From Nashville to You (1994)
- Stop in the Name of Love (1995)

### EP(album mở rộng)
- Starting Over (2011)